# Джозефсон Пол
Джозефсон Пол (англ. Paul R. Josephson) — професор російської і радянської історії та завідувач відділу коледжу Колбі в м. Вотервіль, штат Мен, США. Лауреат премії Американської асоціації сприяння розвитку славістики. Президент заснованої ним організації «Портсмут-Северодвинск».
Закінчив Гарвардський університет  1978 року, ступінь доктора філософії одержав у Массачусетському технологічному інституті 1987 р.
Спеціаліст у галузі російської та радянської історії, історії науки й технології XX ст.,  наукознавства.
Цими науковими напрямами він зацікавився внаслідок вивчення радянської філософії науки, діалектичного матеріалізму та його впливу на розвиток теорії відносності і квантової механіки в Радянському Союзі.
Його перша книга була присвячена культурно-політичній історії Ленінградського фізичного товариства з 1900 до 1940 рр.
Порівняльне дослідження доль учених під владою Гітлера та Сталіна дозволило йому написати короткий навчальний посібник з  історії тоталітарної науки та техніки.
Написав також низку інших книг з різних аспектів сучасної науки й техніки. Найбільш відому його книгу «Червоний атом» присвячено мирним ядерним програмам Радянського Союзу: мобільним (літаючим і плаваючим) і стаціонарним реакторам, програмі опромінення  харчових продуктів та ін.
Дослідження таких технологічних систем та їх впливу на довкілля привели П. Джозефсона до вивчення екологічної історії. Низку його досліджень присвячено впливу великомасштабних проектів (гідроенергетика, чорна та кольорова металургія, лісове господарство, промислове рибальство, атомна енергетика та ін.) на різні екосистеми й населення, а також необоротній дії  гідроциклів, снігоходів та мотовсюдиходів на середовище.
Багаторазово відвідував Україну, Росію, країни Центральної та Східної Європи для дослідження та лекцій. На території колишнього Радянського Союзу пропрацював кілька років.
Зараз вивчає історію освоєння Російської Півночі за часів радянської влади. Разом з колегами з Центральноєвропейського університету в Будапешті завершує дослідження з екологічної історії СРСР.
Член редколегій низки наукових видань (зокрема, міжнародного журналу «Наука та наукознавство») і програмних комітетів низки симпозіумів (зокрема, Міжнародного симпозіуму «Ставлення суспільства та держави до науки в умовах сучасних економічних криз: тенденції, моделі, пошук шляхів до покращення взаємодії», Київ, 2-5 червня 2013 р.).

## Основні публікації
Industrialized Nature (Washington and Covelo, CA: Island Press, 2002).
Lenin’s Laureate: A Life in Communist Science (Cambridge: MIT Press, 2010).
Motorized Obessions: Life, Liberty and the Small Bore Engine (Baltimore: Johns Hopkins University Press, 2007); out-of-print.
New Atlantis Revisited: The Siberian City of Science (Princeton: Princeton University Press, 1997).  Shulman Prize of AAASS in 1998.
Physics and Politics in Revolutionary Russia (Los Angeles: University of California Press, 1991).
Red Atom (Pittsburgh: University of Pittsburgh Press, 2005).  Originally published in New York: W.H. Freeman and Co., 1999.
Resources Under Regimes (Cambridge: Harvard University Press, 2005).
Totalitarian Science and Technology (Humanity Books, 2005), revised edition.  Originally published Atlantic Highlands, NJ: Humanities Press, 1996.
Would Trotsky Wear a Bluetooth? Technological Utopianism Under Socialism (Baltimore: Johns Hopkins University Press, 2009).